# Посёлок отделения № 2 совхоза «Красная Звезда»
Посёлок отделения № 2 совхоза «Красная Звезда» — поселок в Суровикинском районе Волгоградской области России.
Входит в состав Сысоевского сельского поселения.
Расположен в 15 км к юго-западу от города Суровикино.

## История
В декабре 1942 года в поселке располагались штабы нескольких частей вермахта:
- 336-й пехотной дивизии
- 48-го танкового корпуса
- 11-й танковой дивизии
- 1-й дивизии люфтваффе[англ.]

## Население
| 2010 |
| ---- |
| 14   |

Население хутора в 2002 году составляло 30 человек.